# Cocytius hydaspus
Cocytius hydaspus är en fjärilsart som beskrevs av Pieter Cramer 1777. Cocytius hydaspus ingår i släktet Cocytius och familjen svärmare. Inga underarter finns listade i Catalogue of Life.